# آبیشک باچان
آبیشک باچان (زادهٔ ۵ فوریه ۱۹۷۶) بازیگر هندی و فرزند آمیتاب باچان است. همسر او آیشواریا رای است.

## زندگی حرفه‌ای
آبیشک کارش را در سال ۲۰۰۰ با فیلم موفق تجاری «رفیوجی» آغاز کرد. این فیلم، همچنین فیلم اول یکی از موفق‌ترین بازیگران زن حاضر بالیوود، کارینا کاپور نیز هست.
آبیشک از مجموع ۶۳ حضور در فیلم‌های هندی، ۱۷ فیلم شکست خورده متوالی داشت. با این حال به دلیل بازی‌های زیبایش درفیلم‌های «مه پریم کی
دیوانی هون» و «یووا» تحسین‌هایی دریافت کرد. همچنین به دلیل بازیش در فیلم «یووا» برنده جایزه بهترین بازیگر نقش مکمل مرد از جوایز فیلم فیر شد. همچنین درفیلم «دووم» در کنار جان آبراهام بازی کرد که
یک موفقیت تجاری بود.
در ۲۰۰۵ او در فیلم «بانتی وبابلی» در نقش مقابل رانی موکرجی بازی کرد که فیلم یک موفقیت انتقادی و تجاری بود. سپس در فیلم «سرکار» بازی کرد که اگرچه ازنظر تجاری خیلی موفق نبود ولی منتقدان آن را پسندیدند و باچان یک جایزه فلیم فیر دیگر برای بهترین بازیگر نقش مکمل مرد دریافت کرد. در آن سال او اولین نامزدی‌اش را برای بهترین بازیگر مرد دریافت کرد.
در۲۰۰۶، اولین فیلم او کبهی الوداع نا کهنا باحضور شاهرخ خان در نقش اصلی بود. باچان درنقش مکمل بازی می‌کرد و باز هم جایزه بهترین بازیگر نقش مکمل مرد را از فیلم فیر گرفت. فیلم یک موفقیت بود. سپس در فیلم "اومرائوجان" بازی کرد که شکست تجاری خورد. سومین فیلم آن سال او "دووم ۲" بود. فیلم پرفروش‌ترین فیلم سال هند
در۲۰۰۷ او در فیلم «گورو» بازی کرد که یک موفقیت تجاری بود و برای دومین بار یک نامزدی بهترین بازیگر مرد برای او به همراه داشت. سپس در «جوم برابر جوم» بازی کرد که اگرچه درهند شکست تجاری خورد؛ امادر خارج هند
به خصوص بریتانیا بهتر عمل کرد.
در سال۲۰۰۸ با همسرش آیشواریا رای و پدرش آمیتاب باچان درفیلم «سرکار راج» بازی کرد. فیلم دیگر او «درونا» بود که یک شکست انتقادی تجاری بود. فیلم سوم او «دوستانا» در مقابل جان آبراهام بود که
به یک موفقیت تجاری دست یافت.
در سال ۲۰۰۹ درفیلم دهلی-۶ بازیکرد که از نظر انتقادی وتجاری ناموفق بود. سپس در فیلم «پا» بازی کردکه
درآن فیلم پدر واقعی آبیشک، آمیتاب باچان نقش پسر او را بازی می‌کرد!
درسال۲۰۱۰ درفیلم «راوان» در مقابل همسرش، آیشواریا رأی به بازی پرداخت.Rediff عقیده داشت که بازی‌های فیلم عالی بوده‌است. با این حال راوان یک شکست انتقادی وتجاری بود. همان سال درفیلم «کلن هم جی جان سی»
بازی کرد که بازهم یک شکست تجاری بود.
درسال۲۰۱۱ درفیلم «گیم» بازی کرد که یک فاجعهٔ تجاری بود. درفیلم «دام مارودام» هم بازی کرد که نسبتاً موفقیت انتقادی داشت وشکست تجاری نخورد. ازاجرای باچان درفیلم بسیارقدردانی شد.
درسال۲۰۱۲ درفیلم «بازیکنان» حضوریافت که نقدهای مخلوطی از منتقدان دریافت کرد وشکست تجاری خورد. فیلم
دیگراو «بل باچان» درکناراجی دیوگن بود که یک موفقیت تجاری به حساب می‌آید. درسال۲۰۱۳درفیلم"دووم۳"
درکنارعامرخان وکاترینا کایف بازی کرد که فیلم تمام رکوردهای فروش را شکست وتبدیل به پرفروش
فیلم تاریخ هند درداخل و خارج هند شد؛ و در سال ۲۰۱۴ در فیلم مشهور سال نو مبارک در کنار شاهرخ خان و دیپیکا پادوکونه به ایفای نقش پرداخت.

## فیلم‌شناسی
فهرست برخی از فیلم‌هایی که آبیشک باچان در آن‌ها به ایفای نقش پرداخته‌است:
- جادوی تو-۲۰۰۰
- پناهنده-۲۰۰۰
- دو و نیم نامه عاشقانه-۲۰۰۰
- این فقط یک رؤیای کوچک است-۲۰۰۱
- سه برادر-۲۰۰۲
- شرارت-۲۰۰۲
- بله من به خوبی عاشق بودم-۲۰۰۲
- عشق نابرابر-۲۰۰۳
- زمین-۲۰۰۳
- من دیوانه عشق هستم-۲۰۰۳
- هیچی نگو-۲۰۰۳
- دویدن-۲۰۰۴
- رقص-۲۰۰۴
- جوانی-۲۰۰۴
- من و تو-۲۰۰۴
- دوباره همدیگر را خواهیم دید-۲۰۰۴
- موج-۲۰۰۴
- خون-۲۰۰۴
- انترمحال-۲۰۰۵
- تحویل در منزل-۲۰۰۵
- ده-۲۰۰۵
- بانتی و بابلی-۲۰۰۵
- سرکار-۲۰۰۵
- نیل و نیکی-۲۰۰۵
- سلام سلام!-۲۰۰۵
- عمر و جان-۲۰۰۶
- موج ۲-۲۰۰۶
- گورو-۲۰۰۷
- روبنده‌ام رنگی شده-۲۰۰۷
- زوم برابر زوم-۲۰۰۷
- آتش-۲۰۰۷
- تیراندازی در لوکاندوالا-۲۰۰۷
- عملیات استانبول-۲۰۰۸
- درونا-۲۰۰۸
- دوستی-۲۰۰۸
- سرکار راج-۲۰۰۸
- پدر-۲۰۰۹
- دهلی-۶-۲۰۰۹
- ما با زندگی خود بازی می‌کنیم-۲۰۱۰
- پلید-۲۰۱۰
- یک عکس بگیرید-۲۰۱۱
- آن مرد مسن... شاید پدرت باشد-۲۰۱۱
- بازی-۲۰۱۱
- بول باچان-۲۰۱۲
- بازیکنان-۲۰۱۲
- حقه لعنتی!-۲۰۱۳
- موج ۳-۲۰۱۳
- سال نو مبارک-۲۰۱۴
- همه چی روبه راهه-۲۰۱۵
- خانه شلوغ ۳-۲۰۱۶
- آرزوی قلبی-۲۰۱۸
- منچ-۲۰۲۰
- باب بیسواس-۲۰۲۱
- کلاس دهم-۲۰۲۲
- اسپینر-۲۰۲۳